# Jalomaa naturreservat
Jalomaa naturreservat är ett naturreservat i Pajala kommun i Norrbottens län.
Området är naturskyddat sedan 2021 och är 17 kvadratkilometer stort. Reservatet ligger sydost om Pajala och består av  gammelskogar och våtmarker.